# Copa da UEFA de 1983–84
A Copa da UEFA de 1983–84 foi a décima terceira edição da Copa da UEFA, vencida pelo Tottenham Hotspur em vitória sobre o Anderlecht nos pênaltis por 4–3, após duplo empate em 1–1. Contou com a participação de 64 clubes. O Bayern de Munique aplicou a maior goleada da competição, ao fazer 10–0 no Anorthosis Famagusta FC.
A partida de volta da semifinal entre Anderlecht e Nottingham Forest entrou para a história porque em 1997 o time belga admitiu ter subornado o árbitro da partida, oferecendo-lhe 18 mil libras, para que este favorecesse sua equipe.

## Primeira fase
| Equipe 1              | Total  | Equipe 2                 | 1.º jogo      | 2.º jogo          |
| --------------------- | ------ | ------------------------ | ------------- | ----------------- |
| 1. FC Kaiserslautern  | 3–4    | Watford                  | 3–1 (Report)  | 0–3 (Report)      |
| Sparta Prague         | 4–3    | Real Madrid              | 3–2 (Report)  | 1–1 (Report)      |
| Larissa               | 2–3    | Budapest-Honvéd          | 2–0 (Report)  | 0–3(aet) (Report) |
| Anorthosis            | 0–11   | FC Bayern München        | 0–1 (Report)  | 0–10 (Report)     |
| Atlético Madrid       | 2–4    | FC Groningen             | 2–1 (Report)  | 0–3 (Report)      |
| Bryne                 | 1–4    | Anderlecht               | 0–3 (Report)  | 1–1 (Report)      |
| Celtic                | 5–1    | AGF                      | 1–0 (Report)  | 4–1 (Report)      |
| Drogheda United       | 0–14   | Tottenham Hotspur        | 0–6 (Report)  | 0–8 (Report)      |
| Aris Bonnevoie        | 0–15   | FK Austria Wien          | 0–5 (Report)  | 0–10 (Report)     |
| Baník Ostrava         | 6–1    | B 1903                   | 5–0 (Report)  | 1–1 (Report)      |
| Dynamo Kyiv           | 0–1    | Stade Lavallois          | 0–0 (Report)  | 0–1 (Report)      |
| Bordeaux              | 2–7    | 1. FC Lokomotive Leipzig | 2–3 (Report)  | 0–4 (Report)      |
| Spartak Moskva        | 7–0    | HJK                      | 2–0 (Report)  | 5–0 (Report)      |
| Universitatea Craiova | 1–1(p) | Hajduk Split             | 1–0 (Report)  | 0–1 (Report)      |
| FC Zürich             | 3–8    | Royal Antwerp            | 1–4 (Report)  | 2–4 (Report)      |
| Hellas Verona         | 4–2    | Crvena Zvezda            | 1–0 (Report)  | 3–2 (Report)      |
| ÍBV                   | 0–3    | Carl Zeiss Jena          | 0–0 (Report)  | 0–3 (Report)      |
| Gent                  | 2–3    | Lens                     | 1–1 (Report)  | 1–2(aet) (Report) |
| Nottingham Forest     | 3–0    | Vorwärts Frankfurt       | 2–0 (Report)  | 1–0 (Report)      |
| Lokomotiv Plovdiv     | 2–5    | PAOK                     | 1–2 (Report)  | 1–3 (Report)      |
| PSV                   | 6–2    | Ferencváros              | 4–2 (Report)  | 2–0 (Report)      |
| Rabat Ajax            | 0–16   | Inter Bratislava         | 0–10 (Report) | 0–6 (Report)      |
| FK Radnički Niš       | 5–1    | St. Gallen               | 3–0 (Report)  | 2–1 (Report)      |
| Sevilla               | 3–4    | Sporting CP              | 1–1 (Report)  | 2–3 (Report)      |
| Sparta Rotterdam      | 5–1    | Coleraine                | 4–0 (Report)  | 1–1 (Report)      |
| Sportul Studenţesc    | 1–2    | SK Sturm Graz            | 1–2 (Report)  | 0–0 (Report)      |
| St. Mirren            | 0–3    | Feyenoord                | 0–1 (Report)  | 0–2 (Report)      |
| Trabzonspor           | 1–2    | Internazionale           | 1–0 (Report)  | 0–2 (Report)      |
| VfB Stuttgart         | 1–2    | Levski Sofia             | 1–1 (Report)  | 0–1 (Report)      |
| Vitória S.C.          | 1–5    | Aston Villa              | 1–0 (Report)  | 0–5 (Report)      |
| Werder Bremen         | 3–2    | Malmö FF                 | 1–1 (Report)  | 2–1 (Report)      |
| Widzew Łódź           | (a)2–2 | IF Elfsborg              | 0–0 (Report)  | 2–2 (Report)      |

## Segunda fase
| Equipe 1                   | Total  | Equipe 2                    | 1.º jogo     | 2.º jogo          |
| -------------------------- | ------ | --------------------------- | ------------ | ----------------- |
| Budapest Honved FC         | 3–5    | Hajduk Split                | 3–2 (Report) | 0–3 (Report)      |
| Groningen                  | 3–5    | Internazionale              | 2–0 (Report) | 1–5 (Report)      |
| FC Spartak Moscow          | 4–3    | Aston Villa F.C.            | 2–2 (Report) | 2–1 (Report)      |
| FK Austria Wien            | 5–3    | Stade Lavallois             | 2–0 (Report) | 3–3 (Report)      |
| Hellas Verona              | 2–2(a) | Sturm Graz                  | 2–2 (Report) | 0–0 (Report)      |
| Lokomotive Leipzig         | 2–1    | Werder Bremen               | 1–0 (Report) | 1–1 (Report)      |
| PAOK FC                    | 0–0(p) | Bayern Munich               | 0–0 (Report) | 0–0 (Report)      |
| PSV Eindhoven              | 1–3    | Nottingham Forest F.C.      | 1–2 (Report) | 0–1 (Report)      |
| R.S.C. Anderlecht          | 4–2    | FC Baník Ostrava            | 2–0 (Report) | 2–2 (Report)      |
| Radnički Niš               | 6–3    | TJ Internacionál Bratislava | 4–0 (Report) | 2–3 (Report)      |
| RC Lens                    | 5–4    | R. Antwerp F.C.             | 2–2 (Report) | 3–2 (Report)      |
| Sparta Rotterdam           | 4–3    | FC Carl Zeiss Jena          | 3–2 (Report) | 1–1 (Report)      |
| Sporting Clube de Portugal | 2–5    | Celtic F.C.                 | 2–0 (Report) | 0–5 (Report)      |
| Tottenham Hotspur F.C.     | 6–2    | Feyenoord Rotterdam         | 4–2 (Report) | 2–0 (Report)      |
| Watford F.C.               | 4–2    | PFC Levski Sofia            | 1–1 (Report) | 3–1(aet) (Report) |
| Widzew Łódź                | 1–3    | Sparta Prague               | 1–0 (Report) | 0–3 (Report)      |

## Terceira fase
| Equipe 1               | Total | Equipe 2               | 1.º jogo     | 2.º jogo     |
| ---------------------- | ----- | ---------------------- | ------------ | ------------ |
| Bayern Munich          | 1–2   | Tottenham Hotspur F.C. | 1–0 (Report) | 0–2 (Report) |
| FK Austria Wien        | 3–2   | Internazionale         | 2–1 (Report) | 1–1 (Report) |
| Nottingham Forest F.C. | 2–1   | Celtic F.C.            | 0–0 (Report) | 2–1 (Report) |
| Radnički Niš           | 0–4   | Hajduk Split           | 0–2 (Report) | 0–2 (Report) |
| RC Lens                | 1–2   | R.S.C. Anderlecht      | 1–1 (Report) | 0–1 (Report) |
| Sturm Graz             | 2–1   | Lokomotive Leipzig     | 2–0 (Report) | 0–1 (Report) |
| Sparta Rotterdam       | 1–3   | FC Spartak Moscow      | 1–1 (Report) | 0–2 (Report) |
| Watford F.C.           | 2–7   | Sparta Prague          | 2–3 (Report) | 0–4 (Report) |

## Quartas-de-final
| Equipe 1               | Total | Equipe 2          | 1.º jogo     | 2.º jogo          |
| ---------------------- | ----- | ----------------- | ------------ | ----------------- |
| Sparta Prague          | 1–2   | Hajduk Split      | 1–0 (Report) | 0–2(aet) (Report) |
| Nottingham Forest F.C. | 2–1   | Sturm Graz        | 1–0 (Report) | 1–1(aet) (Report) |
| R.S.C. Anderlecht      | 4–3   | FC Spartak Moscow | 4–2 (Report) | 0–1 (Report)      |
| Tottenham Hotspur F.C. | 4–2   | FK Austria Wien   | 2–0 (Report) | 2–2 (Report)      |

## Semifinais
| Equipe 1               | Total  | Equipe 2               | 1.º jogo     | 2.º jogo     |
| ---------------------- | ------ | ---------------------- | ------------ | ------------ |
| Hajduk Split           | 2–2(a) | Tottenham Hotspur F.C. | 2–1 (Report) | 0–1 (Report) |
| Nottingham Forest F.C. | 2–3    | R.S.C. Anderlecht      | 2–0 (Report) | 0–3 (Report) |

## Final
| Equipe 1   | Total                  | Equipe 2          | 1.º jogo     | 2.º jogo     |
| ---------- | ---------------------- | ----------------- | ------------ | ------------ |
| Anderlecht | 2–2 (3–4 nos pênaltis) | Tottenham Hotspur | 2–1 (Report) | 0–1 (Report) |

1. ↑  folha.uol.com.br/ Time belga admite ter subornado juiz